# Acacia huegelii
Acacia huegelii är en ärtväxtart som beskrevs av George Bentham. Acacia huegelii ingår i släktet akacior, och familjen ärtväxter. Inga underarter finns listade i Catalogue of Life.